# Olympische Sommerspiele 1992/Teilnehmer (Argentinien)
| Gelbes Symbol für Goldmedaillen mit stilisierten Olympischen Ringen | Graues Symbol für Silbermedaillen mit stilisierten Olympischen Ringen | Braundes Symbol für Bronzemedaillen mit stilisierten Olympischen Ringen |
| ------------------------------------------------------------------- | --------------------------------------------------------------------- | ----------------------------------------------------------------------- |
| —                                                                   | —                                                                     | 1                                                                       |

Argentinien nahm an den Olympischen Sommerspielen 1992 in Barcelona mit einer Delegation von 84 Athleten, 67 Männer und 17 Frauen, an 68 Wettbewerben in 17 Sportarten teil. Fahnenträger bei der Eröffnungsfeier war der Hockeyspieler Marcelo Garrafo.

## Medaillengewinner

### Bronze
| Name                              | Sportart | Wettkampf      |
| --------------------------------- | -------- | -------------- |
| Javier Frana & Christian Miniussi | Tennis   | Männer, Doppel |

## Teilnehmer nach Sportarten

### Boxen
- Elio Ibarra
Männer, Schwergewicht: 1. Runde

- Jorge Miguel Maglioni
Männer, Federgewicht: 1. Runde

- Remigio Molina
Männer, Bantamgewicht: Viertelfinale

### Fechten
- Andrea Chiuchich
Frauen, Florett, Einzel: 40. Platz

- Rafael di Tella
Männer, Degen, Einzel: 41. Platz

- Sandra Giancola
Frauen, Florett, Einzel: 42. Platz

- Alberto González Viaggio
Männer, Florett, Einzel: 50. Platz

- Yanina Iannuzzi
Frauen, Florett, Einzel: 43. Platz

### Gewichtheben
- Marcelo Gandolfo
Männer, Federgewicht: 26. Platz

- Gustavo Majauskas
Männer, Federgewicht: 24. Platz

### Hockey
- Männerturnier
11. Platz

- Kader
Diego Allona
Aldo Ayala
Fernando Falchetto
Fernando Ferrara
Marcelo Garrafo
Carlos Geneyro
Pablo Lombi
Adrián Mandarano
Gabriel Minadeo
Pablo Moreira
Edgardo Pailos
Rodolfo Pérez
Emanuel Roggero
Daniel Ruiz
Alejandro Siri
Martín Sordelli

### Judo
- Jorge Aguirre
Männer, Halbschwergewicht: 17. Platz

- Edgardo Antinori
Männer, Leichtgewicht: 34. Platz

- Orlando Baccino
Männer, Schwergewicht: 21. Platz

- Gastón García
Männer, Halbmittelgewicht: 13. Platz

- Sandro López
Männer, Mittelgewicht: 17. Platz

- Carolina Mariani
Frauen, Halbleichtgewicht: 7. Platz

- Laura Martinel
Frauen, Mittelgewicht: 7. Platz

- Francisco Morales
Männer, Halbleichtgewicht: 9. Platz

- Leonardo Salvucci
Männer, Ultraleichtgewicht: 35. Platz

### Kanu
- Fernando Chaparro
Männer, Kajak-Zweier, 500 Meter: Hoffnungslauf
Männer, Kajak-Vierer, 1000 Meter: Halbfinale

- Juan Labrin
Männer, Kajak-Zweier, 500 Meter: Hoffnungslauf
Männer, Kajak-Vierer, 1000 Meter: Halbfinale

- Cristian Maino
Männer, Kajak-Vierer, 1000 Meter: Halbfinale

- José Luis Marello
Männer, Kajak-Vierer, 1000 Meter: Halbfinale

- Juan Maricich
Männer, Kajak-Einer, Slalom: 37. Platz

### Leichtathletik
- Marcelo Cascabelo
Männer, 3000 Meter Hindernis: Vorläufe

- Andrés Charadía
Männer, Hammerwurf: 19. Platz in der Qualifikation

- Griselda González
Frauen, 10.000 Meter: Vorläufe

- Antonio Fabián Silio
Männer, 10.000 Meter: 18. Platz

### Radsport
- Ángel Colla
Männer, 4000 Meter Mannschaftsverfolgung: 17. Platz

- Gustavo Guglielmone
Männer, 4000 Meter Mannschaftsverfolgung: 17. Platz

- Hernán López
Männer, 4000 Meter Einerverfolgung: DNF

- José Lovito
Männer, Sprint: 6. Platz

- Carlos Pérez
Männer, 4000 Meter Mannschaftsverfolgung: 17. Platz

- Fabio Placanica
Männer, 4000 Meter Mannschaftsverfolgung: 17. Platz

- Sergio Rolando
Männer, 1000 Meter Zeitfahren: 22. Platz

- Erminio Suárez
Männer, Punktefahren: 10. Platz

### Ringen
- Diego Potap
Männer, Mittelgewicht, griechisch-römisch: 2. Runde

### Rudern
- Sergio Fernández
Männer, Einer: 6. Platz

- Max Holdo & Guillermo Pfaab
Männer, Doppelzweier: 14. Platz

- Gustavo Pacheco, Marcelo Pieretti & Andrés Seperizza
Männer, Zweier mit Steuermann: 14. Platz

### Schießen
- Firmo Roberti
Skeet: 10. Platz

- Ricardo Rusticucci
Männer, Luftgewehr: 44. Platz
Männer, Kleinkaliber, Dreistellungskampf: 42. Platz
Männer, Kleinkaliber, liegend: 31. Platz

### Schwimmen
- Sebastián Lasave
Männer, 100 Meter Freistil: 49. Platz
Männer, 100 Meter Rücken: 35. Platz

- Andrés Minelli
Männer, 1500 Meter Freistil: 18. Platz
Männer, 400 Meter Lagen: 26. Platz

- Pablo Minelli
Männer, 100 Meter Brust: im Vorlauf disqualifiziert
Männer, 200 Meter Brust: 24. Platz

### Segeln
- Carlos Espínola
Männer, Windsurfen: 24. Platz

- María Espínola
Frauen, Windsurfen: 18. Platz

- Gisela Williams
Frauen, Europe: 17. Platz

- Mariano Castro & Gustavo Warburg
Männer, 470er: 29. Platz

- Carlos Gabutti & Alberto Zanetti
Star: 23. Platz

### Tennis
- Javier Frana
Männer, Einzel: 2. Runde
Männer, Doppel: Bronze

- Florencia Labat
Frauen, Einzel: 1. Runde

- Alberto Mancini
Männer, Einzel: 1. Runde

- Christian Miniussi
Männer, Einzel: 1. Runde
Männer, Doppel: Bronze

- Mercedes Paz
Frauen, Einzel: 1. Runde
Frauen, Doppel: Viertelfinale

- Patricia Tarabini
Frauen, Einzel: 2. Runde
Frauen, Doppel: Viertelfinale

### Tischtennis
- Alejandra Gabaglio
Frauen, Doppel: Gruppenphase

- Hae-Ja Kim de Rimasa
Frauen, Einzel: Gruppenphase
Frauen, Doppel: Gruppenphase

### Turnen
- Andrea Giordano
Frauen, Einzelmehrkampf: 62. Platz in der Qualifikation
Frauen, Boden: 69. Platz in der Qualifikation
Frauen, Pferdsprung: 79. Platz in der Qualifikation
Frauen, Stufenbarren: 53. Platz in der Qualifikation
Frauen, Schwebebalken: 59. Platz in der Qualifikation

- Isidro Ibarrondo
Männer, Einzelmehrkampf: 87. Platz in der Qualifikation
Männer, Boden: 89. Platz in der Qualifikation
Männer, Pferdsprung: 79. Platz in der Qualifikation
Männer, Barren: 85. Platz in der Qualifikation
Männer, Reck: 63. Platz in der Qualifikation
Männer, Ringe: 86. Platz in der Qualifikation
Männer, Seitpferd: 91. Platz in der Qualifikation

- Romina Plataroti
Frauen, Einzelmehrkampf: 59. Platz in der Qualifikation
Frauen, Boden: 63. Platz in der Qualifikation
Frauen, Pferdsprung: 47. Platz in der Qualifikation
Frauen, Stufenbarren: 72. Platz in der Qualifikation
Frauen, Schwebebalken: 50. Platz in der Qualifikation

### Wasserspringen
- Karla Goltman
Frauen, Kunstspringen: 23. Platz in der Qualifikation

- Verónica Ribot
Frauen, Kunstspringen: 10. Platz
Frauen, Turmspringen: 8. Platz